# Karokia memorialis
Karokia memorialis är en insektsart som beskrevs av Gurney och P.A. Buxton 1968. Karokia memorialis ingår i släktet Karokia och familjen gräshoppor. Inga underarter finns listade i Catalogue of Life.